# Kani Dōraku
Kani Dōraku (かに道楽) là một chuỗi nhà hàng Nhật Bản chuyên về các món cua và có chi nhánh ở Kinki, Kanto, Kansai, Hamamatsu, Chugoku, Shikoku và những nơi khác. Chuỗi nhà hàng này nổi tiếng với vẻ ngoài truyền thống và bảng quảng cáo ảnh động điện tử có hình con cua đỏ lớn ở phía trên lối vào chính của chúng nhằm thu hút khách hàng ghé vào đây thưởng thức.

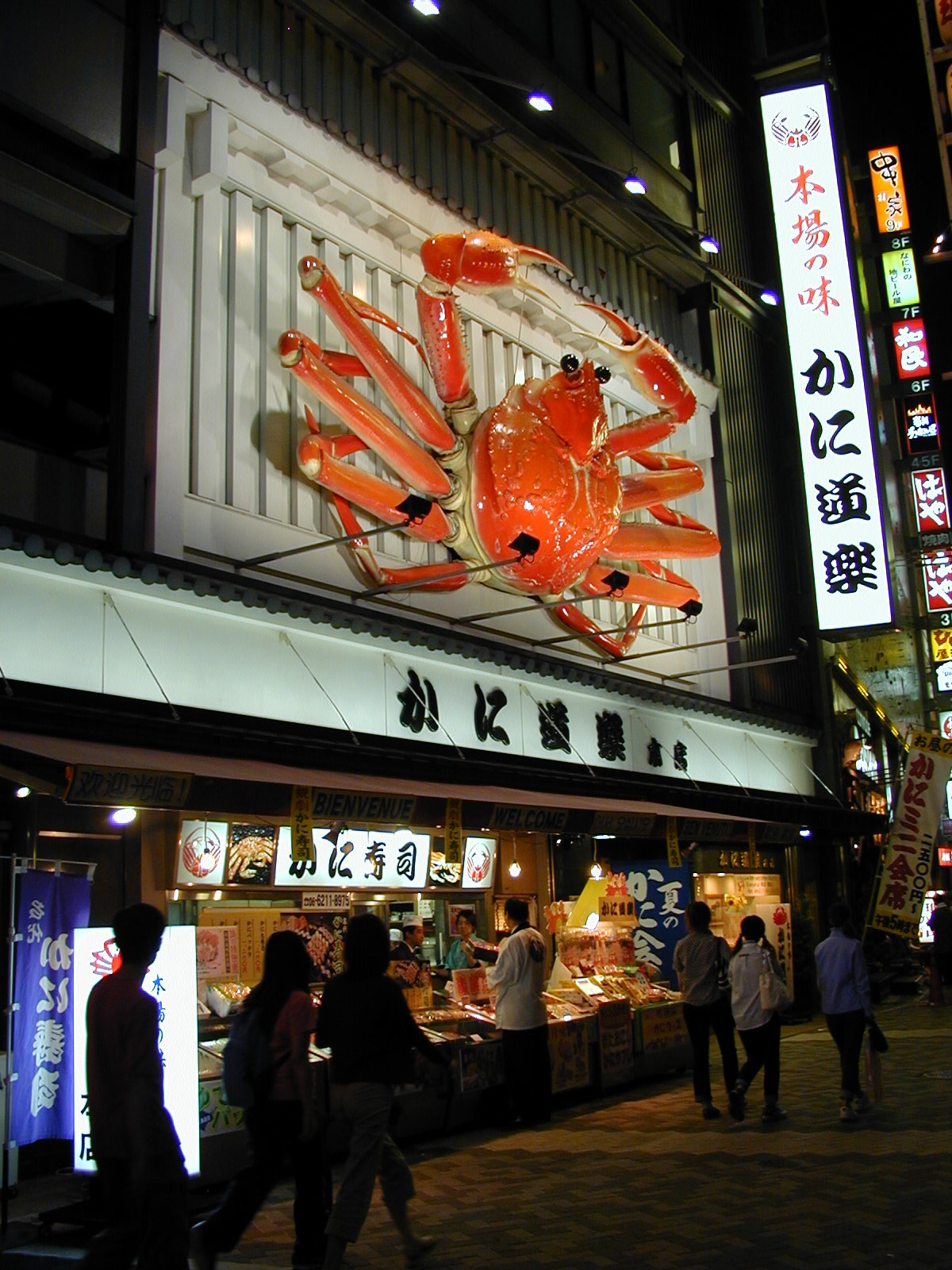
Màn hình cua cơ học mang tính biểu tượng của chuỗi nhà hàng này

Công ty điều hành chính là Kani Doraku Co., Ltd., có trụ sở chính đặt tại số 2-9-16 Nishi-Shinsaibashi, Chuo-ku, thành phố Osaka, tỉnh Osaka. Kani Dōraku khai trương cửa tiệm đầu tiên vào ngày 11 tháng 2 năm 1962. Năm 1990, công ty đổi tên thành JRI (Joy Road Inc.).
Kani Dōraku sở hữu món cua được chế biến theo nhiều phương pháp nấu khác nhau và trang trí theo kiểu truyền thống của Nhật Bản.